# Bisdom Guanhães
Het bisdom Guanhães (Latijn: Dioecesis Guanhanensis) is een rooms-katholiek bisdom met als zetel Guanhães, in Brazilië. Het bisdom is suffragaan aan het aartsbisdom Diamantina.

## Geschiedenis
Het bisdom werd opgericht op 24 mei 1985, uit delen van het aartsbisdom Diamantina en de bisdommen Governador Valadares en Itabira-Fabriciano.

## Parochies
Het bisdom had in 2021 een oppervlakte van 15.047 km2 en telde 269.931 inwoners waarvan 94,5% rooms-katholiek was.

## Bisschoppen
- Antônio Felippe da Cunha (8 december 1985 - 8 februari 1995)
  - José Gonçalves Heleno (apostolisch administrator: 19 juli 1995 - 17 mei 1998)
- Emanuel Messias de Oliveira (14 januari 1998 - 16 februari 2011)
- Jeremias Antônio de Jesus (30 mei 2012  - 4 juli 2018)
  - Darci José Nicioli (apostolisch administrator: 4 juli 2018 - 14 september 2019)
- Otacilio Francisco Ferreira de Lacerda (19 juni 2019 - heden)

Diamantina (aartsbisdom) · Almenara · Araçuaí · Guanhães · Teófilo Otoni